# Bulbostylis subsphaerocephala
Bulbostylis subsphaerocephala là một loài thực vật có hoa trong họ Cói. Loài này được E.G.Camus mô tả khoa học đầu tiên năm 1910.